# Primo treno per Marte
Primo treno per Marte è una canzone scritta, composta e cantata da Gianluca Grignani nel 1995. 
Viene inserita nell'album d'esordio di Grignani Destinazione Paradiso come traccia 5. Della canzone esiste una versione in lingua spagnola intitolata Primer tren a Marte contenuta in Destino Paraíso. 
La canzone verrà inserita nelle raccolte Il giorno perfetto (in una versione live), Succo di vita, Best of e Una strada in mezzo al cielo, in duetto con Max Pezzali.